# Nane (deusa)
Nane (em armênio: Նանե; romaniz.: Nanē) era uma deusa-mãe armênia, bem como a deusa da guerra e da sabedoria. Na obra de Moisés de Corene, foi associada à deusa Atena. Um de seus templos localizava-se em Til, no distrito de Acilisena, que esteve ativo até a conversão da Armênia, quando foi destruído por Gregório, o Iluminador. Possivelmente foi incorporada no panteão armênio a partir da deusa Cibele dos frígios.